# Великі і Малі Кучугури
Вели́кі і Малі́ Кучугу́ри — орнітологічний заказник загальнодержавного значення в Україні. Розташований у межах Василівського району Запорізької області, на північний захід від міста Василівки.
Площа природоохоронної території 400 га (у межах земель Василівського лісництва Запорізького держлісгоспу). Статус отримано з 1974 року (Постанова Кабінета Міністрів України від 28.10.1974 р. №500). Переданий під охорону ДП «Запорізьке лісомисливське господарство».
Заказник створений з метою охорони місць постійного гніздування та концентрації під час перельотів близько 50 видів водоплавних і коловодних птахів.
Із 2006 року заказник є частиною національного природного парку «Великий Луг».

## Природні особливості

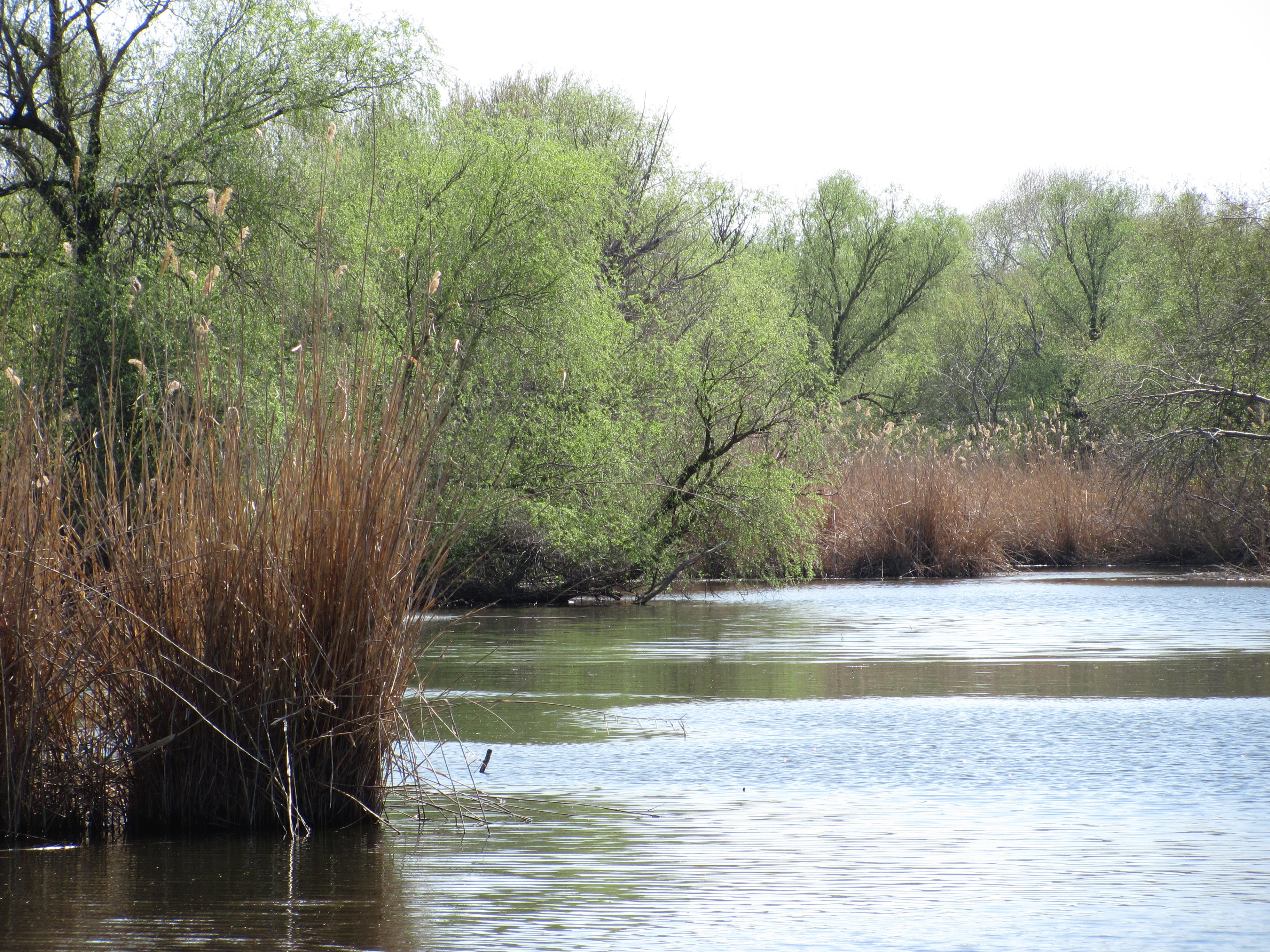
Великі Кучугури Каховське водосховище

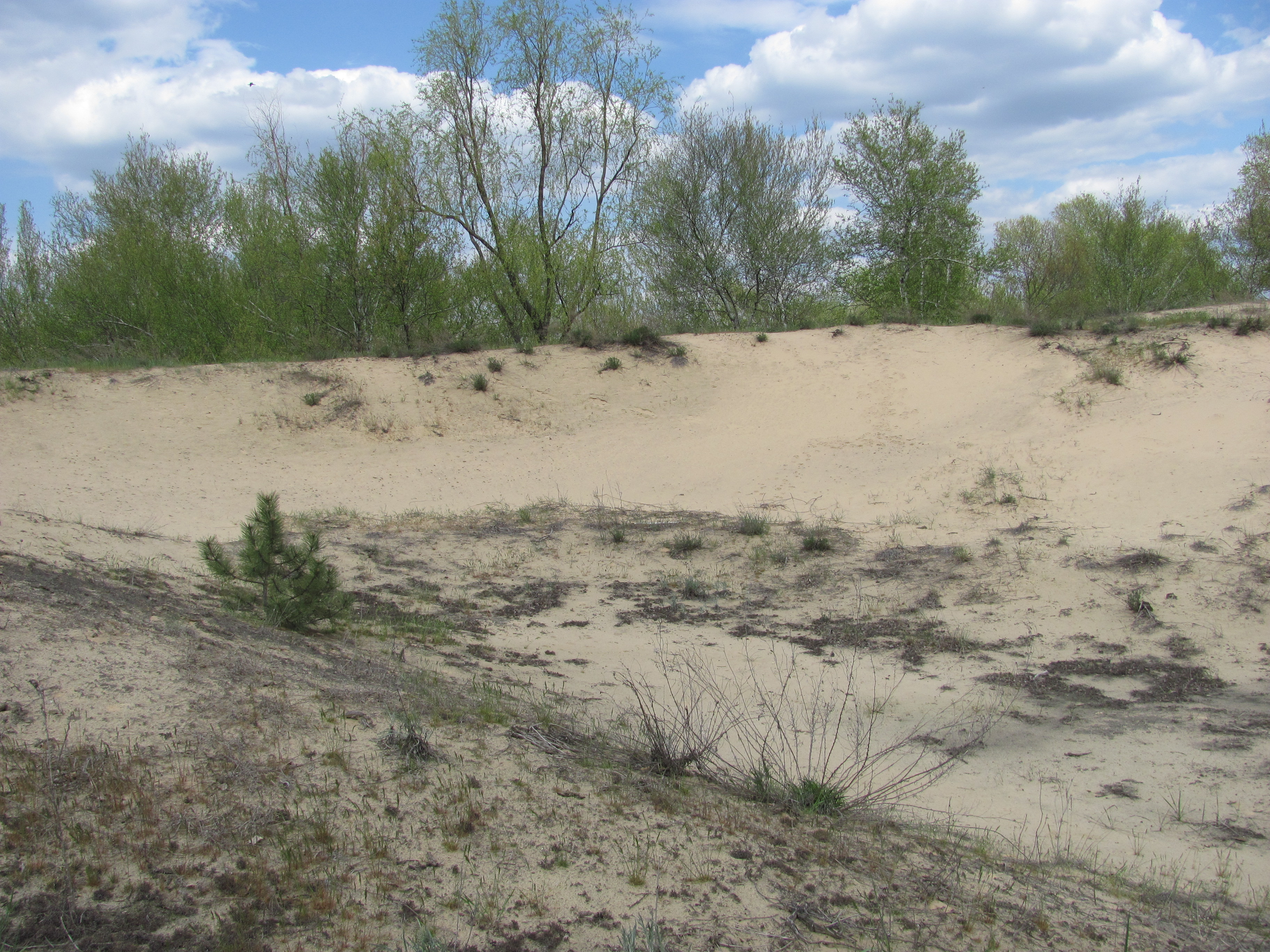
Великі Кучугури Каховське водосховище

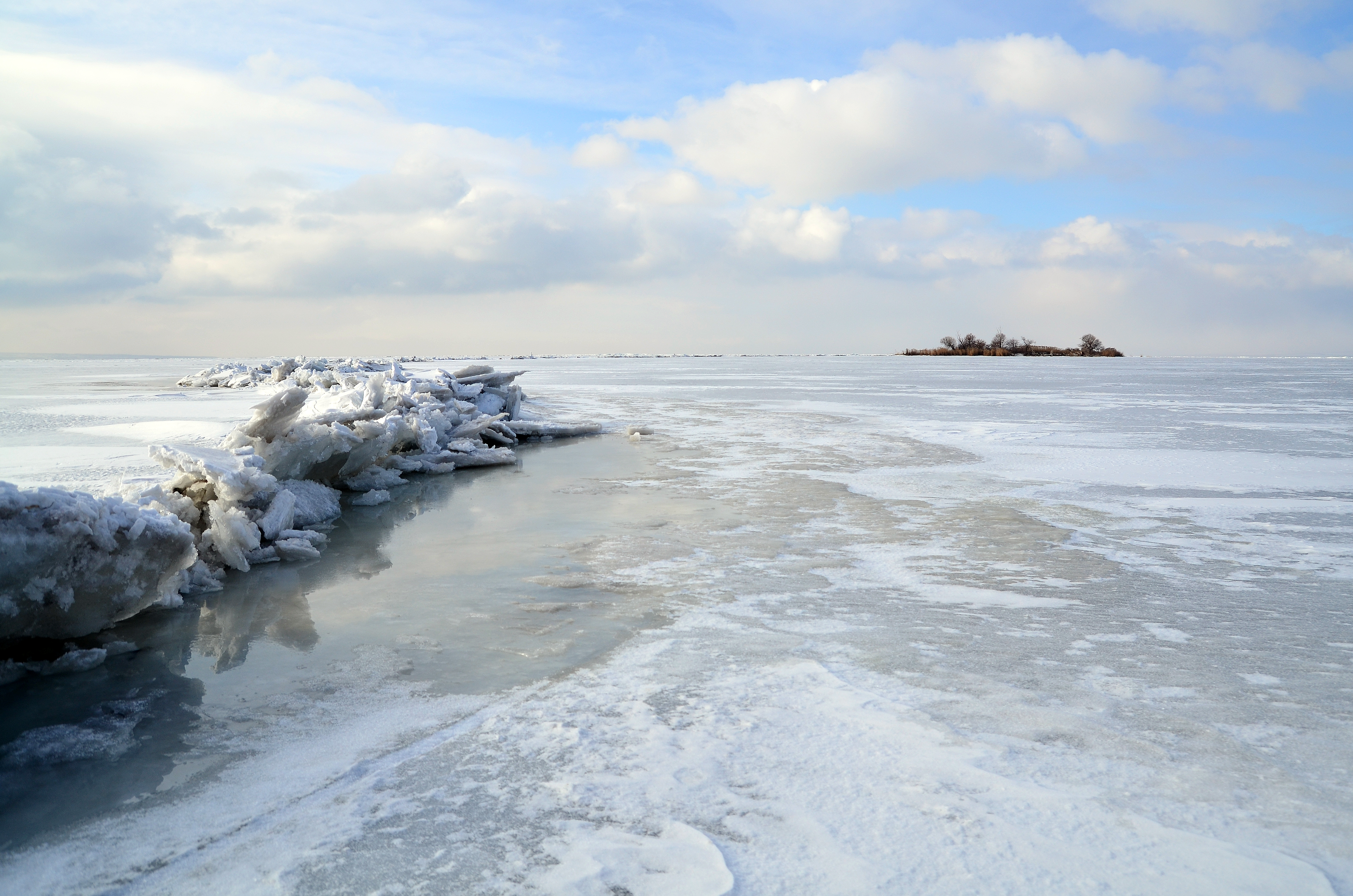
Вид на архіпелаг. Зима

Після затоплення Кінських плавнів (Великого Лугу) у північно-східній частині Каховського водосховища, у вигляді архіпелагу з 13 островів залишились Великі і Малі Кучугури. Острови є піщаними масивами з дюнами (заввишки до 20 м). Навколо островів на мілководдях розвинулись масиви рогозово-очеретяних заростей. На підвищених місцях збереглися плавневі ліси з осокора, верб і ендемічної берези дніпровської. На островах і болотах знайшли постійний і тимчасовий (під час міграцій, кочівель і зимівлі) притулок біля 110 видів птахів. Тут гніздяться: качки, лиска, чаплі, мартини, крячки, очеретянки, рибалочка, бджолоїдка звичайна, гуска сіра, лебідь-шипун тощо.  
Не зважаючи на значну трансформованість колишнього Великого Лугу, на островах і прилеглій акваторії зареєстровано ряд раритетних видів та угруповань рослин і тварин, занесених до Червоної книги України, Зеленої книги України та інших природоохоронних документів. З рослин це сальвінія плаваюча, водяний горіх, латаття біле, глечики жовті, сусак зонтичний, береза дніпровська і т. і. З тварин це черепаха болотна, кулик-сорока, казарка червоновола, огар, нерозень, чернь білоока, орлан-білохвіст, шуліка чорний, мартин каспійський, сова болотяна, вечірниця руда, нічниця ставкова, нетопир лісовий, видра річкова тощо.
Уздовж долини Дніпра проходить потужний Південний міграційний шлях перелітних птахів і кажанів, які зупиняються на відпочинок на островах архіпелагу і прилеглій акваторії. Велике значення для відтворення рибного населення мають мілководдя навколо архіпелагу, які слугують важливими нерестстищами. 
Зважаючи на особливу природоохоронну цінність архіпелагу його територія разом із прилеглою акваторією увійшли до складу одного із природних (екологічних) ядер Національної екологічної мережі України і однойменних водно-болотних угідь міжнародного значення (площа 7740 га).

## Галерея

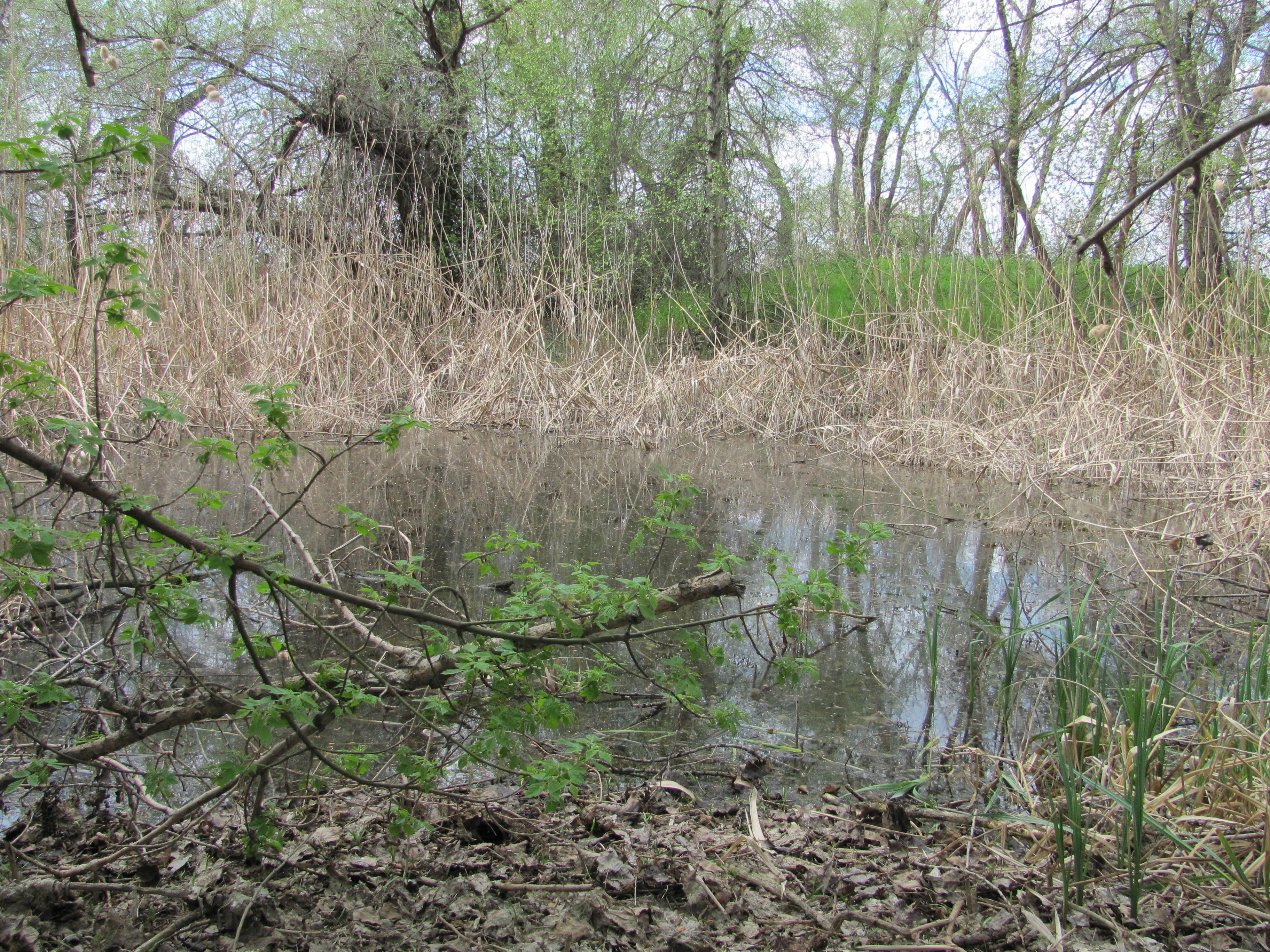
Заплавний ліс
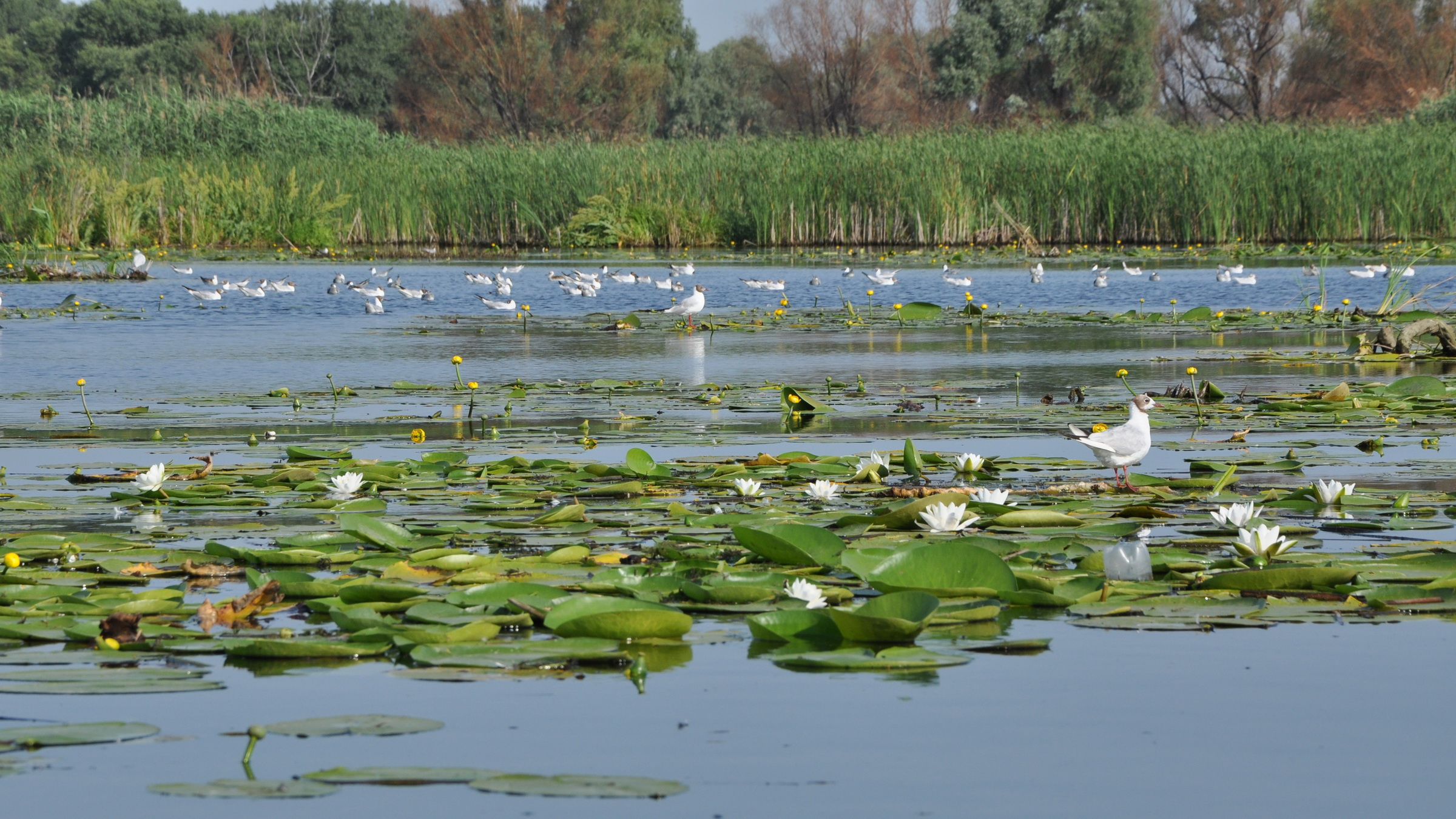
Зарості з латаття білого і глечиків жовтих
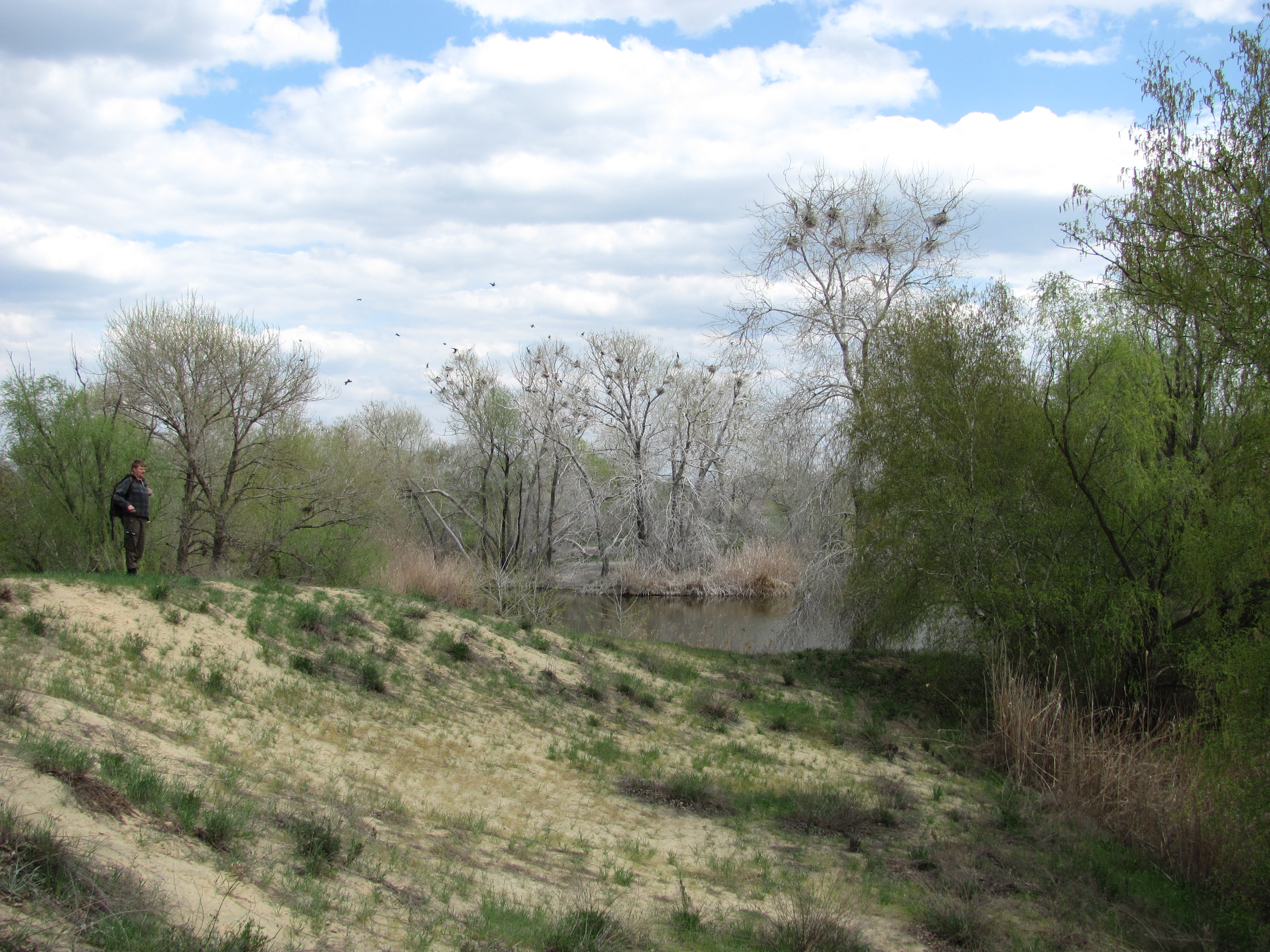
Піщані кучугури

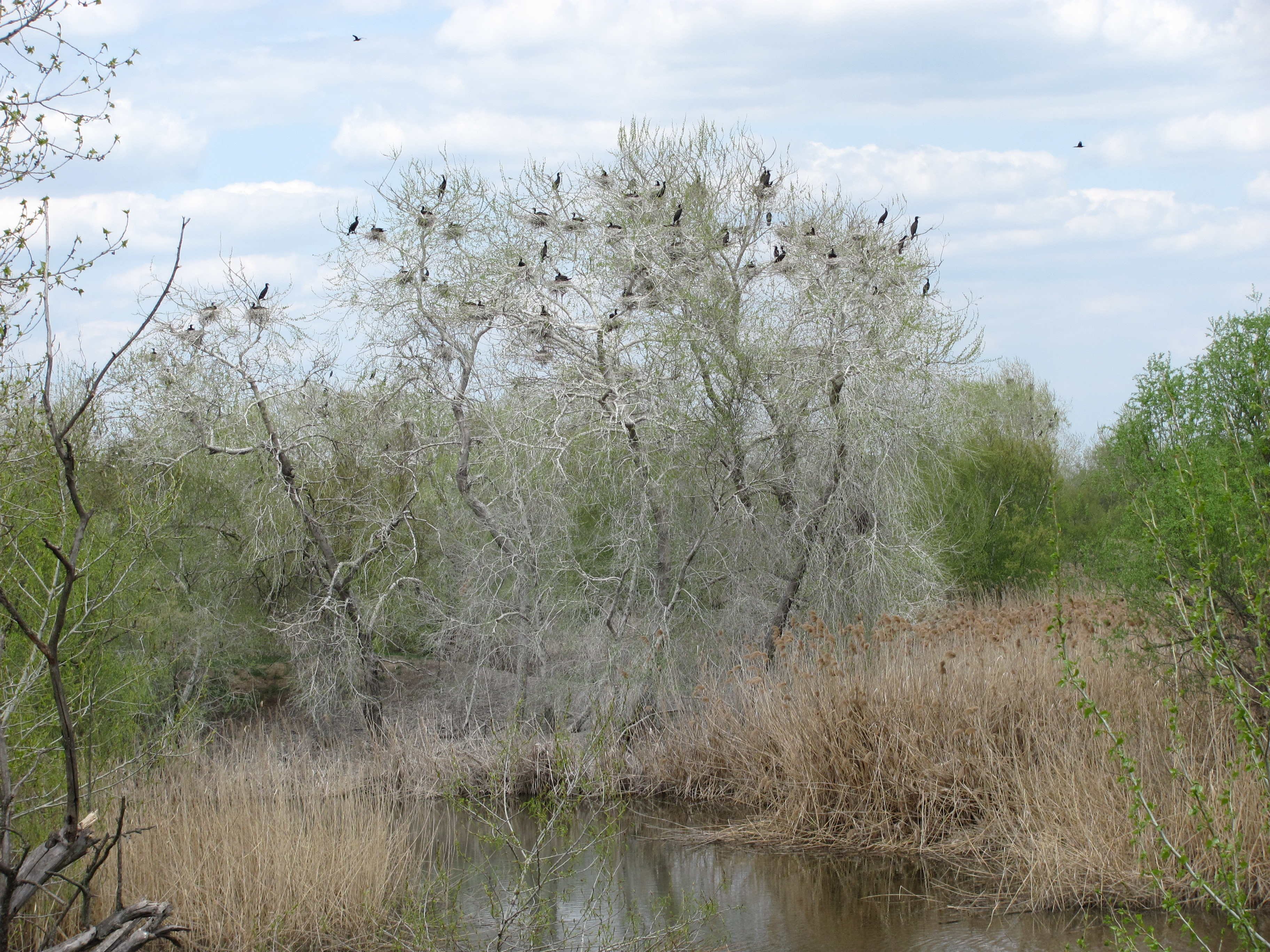
Колонія баклана великого
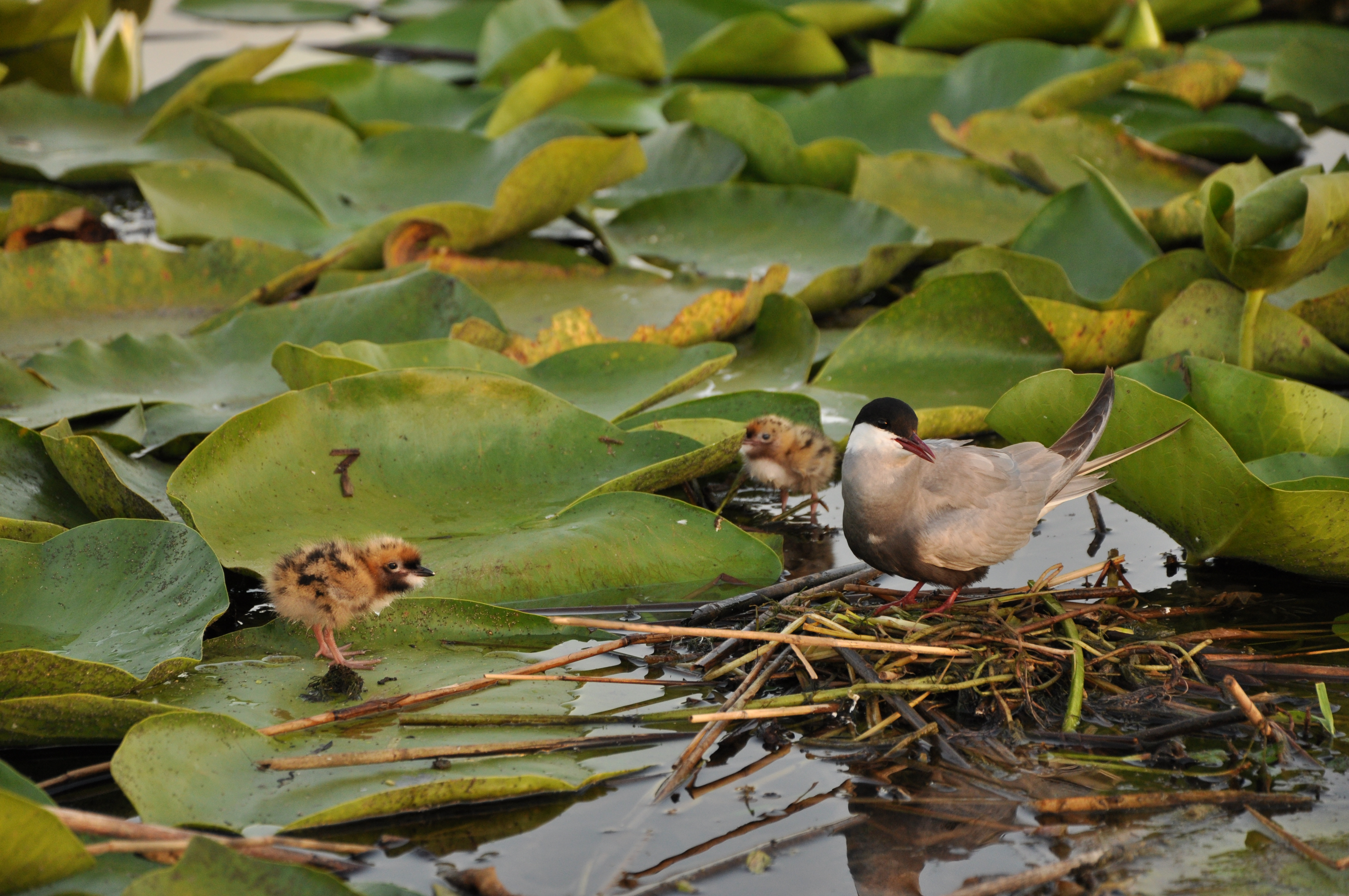
Біля гнізда крячка білощокого
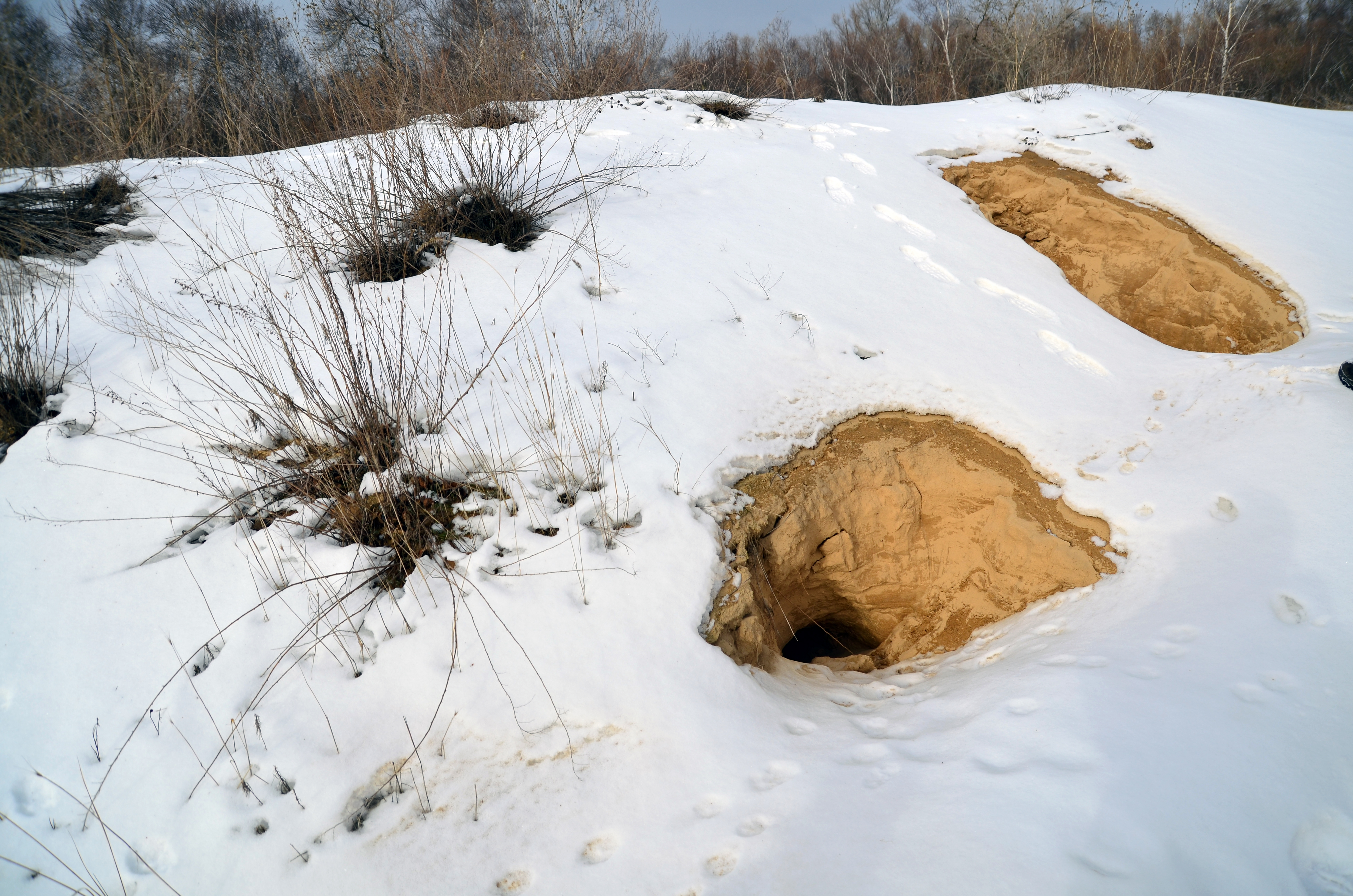
Нора лисиці